# Jogos Sul-americanos de Praia de 2023
Os Jogos Sul-americanos de Praia 2023 foram a 5.ª edição destes jogos e ocorreram de 14 à 21 de julho de 2023. O evento ocorreu no norte de Colômbia, especificamente na cidade de Santa Marta. Foi organizado pela Organização Desportiva Sul-americana  (ODESUL).

## Países participantes
| Países participantes (Quantidade de atletas) | Países participantes (Quantidade de atletas) | Países participantes (Quantidade de atletas) |
| -------------------------------------------- | -------------------------------------------- | -------------------------------------------- |
| Argentina (ARG) (108)                        | Colômbia (COL) (133)                         | Paraguai (PAR) (54)                          |
| Aruba (ARU) (5)                              | Curaçau (CUR) (7)                            | Peru (PER) (47)                              |
| Bolívia (BOL) (27)                           | Equador (ECU) (82)                           | Suriname (SUR) (6)                           |
| Brasil (BRA) (61)                            | Guiana (GUY) (TBD)                           | Uruguai (URU) (70)                           |
| Chile (CHI) (95)                             | Panamá (PAN) (36)                            | Venezuela (VEN) (92)                         |

## Esportes
| - Atividades subaquáticas (8) - Handebol de praia (2) - Esqui aquático (10) - Futebol de areia (1) - Luta livre de praia (8) | - Natação de águas abertas (5) - Remo beach sprint (5) - Rugby de praia (2) - Skate (2) - Surf (8) | - Tênis de praia (5) - Triatlo (5) - Vela (6) - Voleibol de praia (2) |

## Quadro de medalhas
País sede destacado.
| Ordem | País      |    |    |    | Total |
| 1     | Colômbia  | 14 | 15 | 7  | 33    |
| 2     | Venezuela | 14 | 8  | 5  | 27    |
| 3     | Brasil    | 11 | 7  | 7  | 25    |
| 4     | Argentina | 10 | 10 | 16 | 36    |
| 5     | Chile     | 8  | 8  | 11 | 27    |
| 6     | Peru      | 5  | 8  | 5  | 18    |
| 7     | Equador   | 4  | 7  | 11 | 22    |
| 8     | Uruguai   | 2  | 2  | 3  | 7     |
| 9     | Paraguai  | 1  | 3  |    | 4     |
| 10    | Panamá    |    | 1  | 4  | 5     |
| TOTAL | TOTAL     | 69 | 69 | 69 | 207   |